# Hrvatski biografski leksikon
Hrvatski biografski leksikon je nacionalno referenčno delo za biografije ljudi, povezanih s Hrvaško. Izdal ga je Leksikografski zavod Miroslav Krleža iz Zagreba. Prvi zvezek je izšel leta 1983, zadnji, deveti, pa leta 2021.

## Zgodovina
Čeprav se je ideja o biografskem leksikonu pojavila kmalu po ustanovitvi inštituta leta 1950, je njegov prvi osnutek, ki je uravnotežil biografske, bibliografske in interpretativne vidike, sestavil Kruno Krstić leta 1974.
Glavni uredniki leksikona so bili Nikica Kolumbić (prvi zvezek), Aleksandar Stipčević (drugi zvezek) in Trpimir Macan (od tretjega do osmega zvezka) in Nikša Lučić (deveti zvezek).

## Objavljeni zvezki
1. A–Bi (1983, 800 strani, ISBN 9536036169)
2. Bj–C (1989, 784 strani, ISBN 8670530155)
3. Č–Đ (1993, 779 strani, ISBN 9536036185)
4. E–Gm (1998, 766 strani, ISBN 9536036193)
5. Gn–H (2002, 775 strani, ISBN 9536036207)
6. I–Kal (2005, 761 strani, ISBN 9536036215)
7. Kam–Ko (2009, 842 strani, ISBN 9789532680096)
8. Kr–Li (2013, 714 strani, ISBN 9789532680287)
9. Lo–Marj (2021, 701 strani), ISBN 9789532680638)